# Dolmen von Peirières

Schema Galeriegrab –

Der Dolmen von Peirières bei Villedubert im südfranzösischen Département Aude ist ein Gemeinschaftsgrab aus der Kupfersteinzeit, in dem mehr als 83 Menschen beigesetzt worden waren. Der Dolmen war gegen Ende der Jungsteinzeit errichtet, sein Grabinhalt aber dann durch Träger der Glockenbecherkultur ausgeräumt und als neues Kollektivgrab wiederverwendet worden. Er wurde 1995 vom französischen Kultusministerium auf die Liste der Archäologiestätten von nationalem Interesse (Französisch sites archéologiques d’interêt national) gesetzt. Dolmen ist in Frankreich der Oberbegriff für jungsteinzeitliche Megalithanlagen aller Art (siehe: Französische Nomenklatur).

## Etymologie und Lage
Die Ortsbezeichnung Peirières leitet sich vom Okzitanischen la peirièra mit der Bedeutung Steinbruch (Wurzel la pèira – der Stein) ab. Dies bezieht sich auf den unmittelbar südlich anschließenden Steinbruch, der gegen Ende des 17. Jahrhunderts zum Bau des Canal du Midi, der nur unweit weiter westlich vorbeizieht, angelegt worden war. Leider hat die neueinsetzende Erosion in der rückwärtigen Abbruchswand auch den Dolmen in Mitleidenschaft gezogen.
Geographisch liegt die Grabstätte auf 113 Meter Meerhöhe auf einer kleinen Anhöhe am Ortsrand von Villedubert zirka 2,5 Kilometer nordwestlich von Trèbes. Geologisch war der Dolmen von Peyrières direkt auf dem Westabschnitt einer 40 Zentimeter mächtigen, alluvialen Schotterterrasse der Aude errichtet worden.

## Entdeckung
Der Dolmen von Peirières wurde erst 1972 von Jean Sol entdeckt. Er war auf der Anhöhe auf eine recht große Steinplatte aufmerksam geworden, die aus einem Steinhaufen aus Quarzgeröllen herausragte. Anfänglich hielt er das Ganze für einen der üblichen ackerbaulichen Steinhaufen. Bei näherem Hinsehen entdeckte er jedoch einen menschlichen Fußknochen und eine Muschelperle. Er zog deswegen 1973 den Archäologen Jean Guilaine hinzu. Dessen Kollege Henri Duday begann daraufhin mit den ersten Sondierungsarbeiten, die bis ins Jahr 2002 andauerten.

## Geschichtliches
Der Dolmen wird seit 1973 unter der Leitung von Henri Duday ausgegraben. An dieser Grabungsstätte konnten aufgrund minutiöser Detailarbeit die forensisch-archäologischen Arbeitsmethoden erheblich präzisiert und verbessert werden. Mehr als 133.000 Gegenstände, menschliche Knochenreste, Mikrofauna und geologische Funde wurden registriert, nummeriert und vermessen, um ein genaues Bild über Organisation und Entwicklung des Massengrabs zu gewinnen. Diese im engen Verhältnis zur Rechtsmedizin stehenden Forschungsarbeiten haben die Grabstättenarchäologie grundlegend erneuert.

## Beschreibung

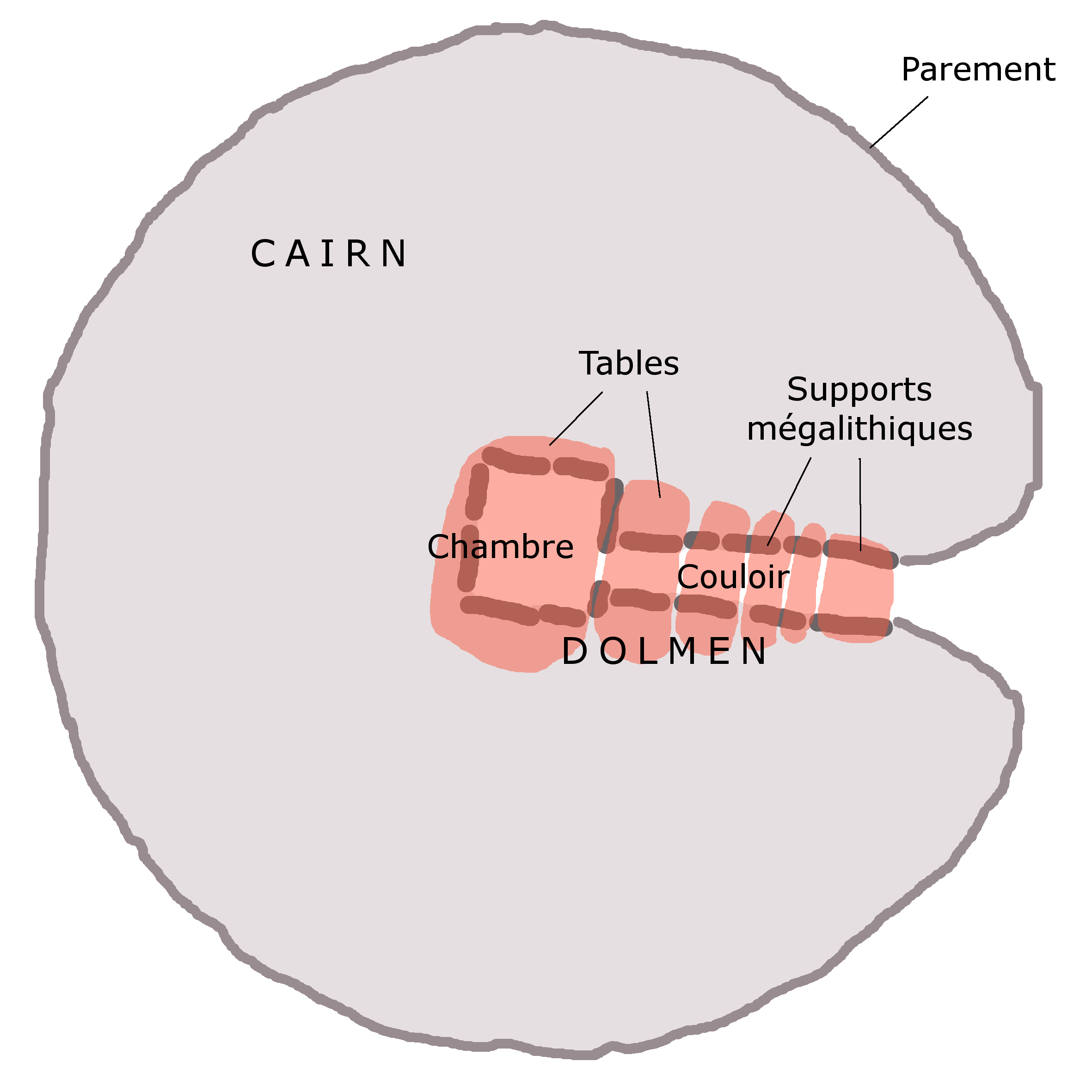
Idealtypischer „Dolmen mit Gang“ hier im Tumulus

Wie die Ausgrabungsarbeiten von 1977 durch H. Duday gezeigt haben, war der Dolmen von Peirières zweimal benutzt worden. Die ursprünglichen Erbauer aus dem Endneolithikum hatten das Galeriegrab (französisch dolmen à couloir) mit dem Zugang nach Südosten ausgerichtet. Es bestand aus einem etwa 2,10 × 4,0 Meter messenden Vor- und Hauptkammerbereich und einem Gang. Die Kammerbereiche wurden von fünf großen, etwas über einen Meter breiten Orthostaten umstellt, die eine Plattenabdeckung über der Vorkammer auffingen. Das 6 Meter lange Couloir verjüngte sich zum Eingang hin, wobei seine Südseite parallel zum Kammerbereich weiterlief, die Nordseite jedoch deutlich nach innen zog. Von den Überresten der Erstbenutzer ist nur sehr wenig erhalten geblieben, da der Dolmen offensichtlich von den Nachbenutzern komplett ausgeräumt worden war.
Die Nachbenutzer können anhand des aufgefundenen archäologischen Mobiliars wie beispielsweise einen Töpferkamm, eine Kupfer- und mehrere Steatitperlen sowie einen halbkugelartigen V-förmigen Knopf in die Kupfersteinzeit datiert werden und gehören zur Glockenbecherkultur, deren Töpferwarendekor sich durch Kamm- oder Schnurabdrücke auszeichnet.
Die Glockenbecherleute gingen radikal vor, warfen die Orthostaten um, räumten die Grabkammer aus und zerstörten den Dolmen. Mit den Orthostatenresten erbauten sie eine Plattform, auf der sie ihre Verstorbenen ausbreiteten. Darüber schütteten sie dann eine Quarzgerölllage. Der ursprüngliche Eingang im Südosten wurde nach Süden verlegt und mit einem Trittstein aus Konglomerat kenntlich gemacht. Die unbenützten Steine wurden in zwei Steinhaufen aufgeschlichtet. Die Knochenlage erreicht auf 8 Quadratmetern eine maximale Mächtigkeit von 40 Zentimeter und enthält die Knochenreste von über 83 Individuen. Es handelt sich hierbei um eine Primärbestattung. Warum die Grabstätte dann plötzlich aufgegeben und mit einer Geröllschicht abgedeckt wurde, ist unklar.